# Out and In
Out and In (3:47) is een lied dat Mike Pinder en John Lodge schreven voor The Moody Blues.
Het is de zevende track van het conceptalbum To Our Children's Children's Children, een album over ruimtereizen en eeuwigheid. Het is de afsluiter van kant 1 van de originele langspeelplaat. Het zou de enige compositorische bijdrage voor de band zijn geschreven door toetsenist Pinder en bassist Lodge als duo. Bij latere heruitgaven van het album verdween de naam Lodge soms bij de credits, maar op de heruitgave uit 2003 stond hij er weer. Volgens Dirk Dunbar in Renewing the balance (2017) gaat het lied over het hebben van totaal (in)zicht ("total view"), er is geen onderscheid in de blik naar buiten of naar binnen. Die tekst wijst meer richting Pinder, die over het algemeen levensbeschouwlijker is dan Lodge, aldus Feakes, die de nadruk meer legde op het begin van het lied "Gazing past de planets". Pinder zong en speelde de mellotron hier, die in dit lied wat scherpe randjes vertoont.
Out and In werd de B-kant van single Watching and Waiting, dat nergens een succes werd. Justin Hayward constateerde achteraf dat de muziek op het album waarschijnlijk te lieflijk was. Out and In werd ondanks de moeilijke mellotronpartij na uitgifte van het album regelmatig gespeeld. Na het vertrek van Pinder uit The Moody Blues (1978) verdween het nummer ook van de setlist.
De bemanning van Apollo 15 (1971) kon "Gazing past de planets" letterlijk nemen; een muziekcassette van het album bevond zich aan boord.